# Léonard Paupier
Die Fabrik Léonard Paupier stellte um 1860–1925 Waagen und eiserne Schubkarren sowie Eisenbahn-Material her, insbesondere für Feldbahnen.

## Geschichte
Léonard Paupier gründete seine Fabrik 1860 und erweiterte sie mehrfach erheblich. Bei der Weltausstellung Paris 1878 erzielte er einen durchschlagenden Erfolg, indem er vier Gold- und Silbermedaillen sowie das Legionskreuz erhielt. Er stellte dort verschiedene Schienengleise für Gruben- und Fabrikbahnen sowie einige gut ausgeführte eiserne und hölzerne Sturzwagen aus.
Auf der Landwirtschaftsausstellung von 1880 im Palais de l'Industrie, dem späteren Grand Palais, zog die Präsenz seiner Produkte viel Aufmerksamkeit auf sich und er wurde lobend erwähnt. Er stellte dort ein Absackwaage-System zum Befüllen von Säcken aus, das nach Belieben fest oder tragbar sein konnte (système d'ensacheur-peseur, fixe ou portatif à volonté) sowie verschiedene römische Waagen (Bascules Romaines) und Schubkarren für Gepäck, die daraufhin von den großen Eisenbahngesellschaften verwendet wurden.
Auf der Hygiene-, Bergungs- und Rettungsausstellung (L'Exposition d'Hygiène et de Sauvetage) im Palais de l'Industrie zeigte er seine neue römische Waage von 500 bis 5000 Kilogramm. Die Waage-Brücke war zum Wiegen von Vieh seitlich mit Geländern abgesichert, und die aufklappbaren Tore bildeten aufgeklappt vorne und hinten jeweils eine Rampe.
Auf einer Ausstellung in Moskau stellte er 1891 die römische Zwillingswaage (Romaine joumelle) vor, die sowohl für Wägebrücken als auch für tragbare Waagen geeignet war.  Diese Waage hatte zwei Skalenstäbe und zwei Schieber, einen großen und einen kleinen, bestand jedoch aus einem einzigen Hebel, der sogar aus einem einzigen Stück gefertigt war. Sie war in ihrer ganzen Länge durch eine Öffnung ausgehöhlt, die den kleinen Schieber durchließ, der sich ebenfalls in der Achse der Waage befand. Der große Schieber umschloss die Hebelstange und hatte seinen Schwerpunkt auf der gleichen horizontalen Linie wie der kleine Schieber. Diese Zwillingsausführung hatte gegenüber der konventionellen Doppelausführung mit zwei Hebeln den Vorteil, dass sie weniger störanfällig war und weniger Reibung verursachte, da sie nur halb so viele Gelenke hatte und daher sensibler war.
Außerdem produzierte er automatische Kipploren für Feldbahnen, die sich bei der Zuckerrübenernte auf großen französischen Landgütern und in den Kolonien als sehr praktisch erwiesen sowie in Steinbrüchen, Kalkfabriken, Glashütten, Weinkellern und Lagerräumen eingesetzt wurden. Sein sogenanntes System der Universaltransportmittel (Système de Porteur Universel) wurde mit besten Ergebnissen bei der Ausbeutung großer Wälder und bei der Zuckerrohrernte für den wirtschaftlichen Transport eingesetzt.

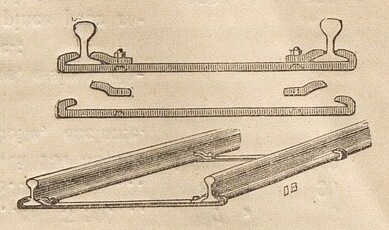
Système Corbin

Léonard Paupier befasste sich nach dem Tod des Erfinders Henri Corbin mit der Verbesserung der sogenannten Corbin-Feldbahn. Henri Corbin, ein angesehener Ingenieur, beschäftigte sich schon lange vor Paul Decauville mit temporär verlegten Feldbahnen und gelangte nach einer langen Reihe geduldiger Studien und tausendfach wiederholter Experimente zu einer Art Fahrzeug, mit dessen Hilfe Landwirte erhebliche Transportkosten einsparen konnten. Sein System bestand aus einer Reihe von Holzleitern, deren Sprossenverstrebungen die Holme und die Schienen im gewünschten Abstand zueinander hielten. Die Leitern waren durch Blechschuhe miteinander verbunden. Die von Léonard Paupier vorgenommene Substitution von Holz durch Eisen vervollständigte das System zu einem praktischen und einwandfreien Produkt.

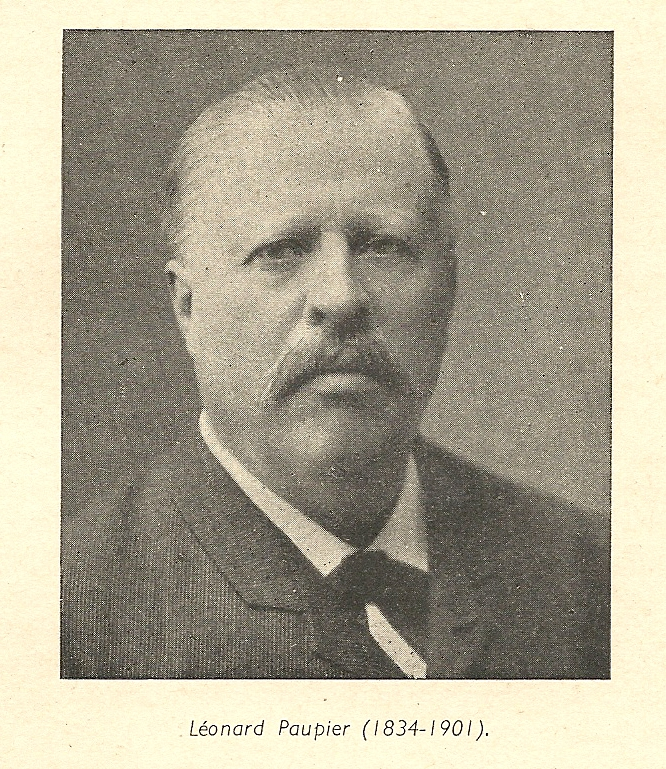
Léonard Paupier (1834–1901)

Léonard Paupier beschäftigte 1891 mehr als 100 Mitarbeiter. Er bezeichnete sich selbst um 1899 als Bauingenieur und Lieferant für die großen staatlichen Ämter, Ministerien, öffentlichen Dienste, französische und ausländische Eisenbahnen, große Fabriken, Schmieden, Gießereien, Bergwerke, Handel und andere Industriezweige und öffentliche Beschaffungen. Er wurde mit dem Kreuz der Ehrenlegion ausgezeichnet und erhielt einhundertsechs Gold- und Silbermedaillen sowie Ehrendiplome.

## Ehemalige Standorte
- 84 Rue Saint-Maur, Paris
- 2, 9 & 11 Rue Stendhal, Paris[8]
- 11 Chemin du Parc-de-Charonne, Paris
- 5 Rue des Prairies, Paris